# Південний Ачех (регентство)
Південний Ачех (індонез. Kabupaten Aceh Selatan) — регентство в спеціальному регіоні Ачех в Індонезії. Він розташований на західному узбережжі острова Суматра. Регентство займає площу 4173,82 квадратних кілометрів і мало населення 202 251 за переписом 2010 року та 232 414 за переписом 2020 року офіційна оцінка на середину 2021 року становила 234 630. Резиденція регентського уряду знаходиться в Тапактуані. Деякі з людей регентства є мінангкабау -нащадками Анеук Джамі.

## Адміністративні райони
Під час перепису 2010 року регентство було адміністративно поділено на шістнадцять округів (кечаматани). Після 2010 року було створено два додаткових райони (Трумон Тенгах і Кота Бахагія), які були виділені з існуючих районів. Нижче наведено райони з їхніми площами та чисельністю населення за даними перепису 2010 і перепису 2020 разом із офіційними оцінками на середину 2021 року. Населення 2020 року здебільшого округлено до найближчих 100 осіб. Таблиця також містить розташування районних адміністративних центрів, кількість сіл (сільських деса та міських келурахан) у кожному районі та їх поштові індекси.
| Назва                                 | Площа в км2 | Перепис 2010 | Перепис 2020 | Оцінка 2021 | Адмін центр    | Кількість сіл | Індекси       |
| ------------------------------------- | ----------- | ------------ | ------------ | ----------- | -------------- | ------------- | ------------- |
| Трумон (a)                            | 765,92      | 5614         | 6000         | 6 207       | Кеуде Трумон   | 12            | 23774         |
| Іст-Трумон (East Trumon)              | 285,34      | 10340        | 8500         | 8710        | Круенг Луас    | 8             | 23776         |
| Трумон Тенга (Центральний Трумон)     | 123,50      | (b)          | 6700         | 6 836       | Поле джунглів  | 10            | 23775         |
| Проміжна підсумкова площа Трумона (c) | 1174,76     | 15 954       | 21 200       | 21 753      |                | 30            |               |
| Баконган (a)                          | 57.62       | 10 913       | 5400         | 5405        | Баконган       | 7             | 23773         |
| Баконган Тимур (Східний Баконган)     | 73.81       | 5 208        | 6200         | 6254        | Сеубадех       | 7             | 23777         |
| Щасливе місто (Happy Town)            | 244,63      | (d)          | 7000         | 7 064       | Букіт Гаденг   | 10            | 23778         |
| Південний Клют (South Kluet)          | 106,58      | 12 477       | 14 380       | 14 520      | Клітка         | 17            | 23772         |
| Східний Клют (East Kluet)             | 449,03      | 9 418        | 10 541       | 10 709      | Кухня Paya     | 9             | 23779         |
| Північний Клют (North Kluet)          | 73.24       | 22 271       | 24 864       | 25 039      | Місто Світанку | 21            | 23771         |
| Пасі Раджа                            | 98.11       | 15 500       | 18 000       | 18 228      | Ладанг Туха    | 21            | 23755         |
| Центральний Клют (Central Kluet)      | 801.08      | 6120         | 7500         | 7,621       | Manggamat      | 13            | 23770         |
| Тапактуан                             | 100,73      | 22 540       | 23 200       | 23 146      | Тапактуан      | 18            | 23731 - 23718 |
| Самадуа                               | 112.91      | 14 440       | 16 100       | 16 153      | Самадуа        | 28            | 23752         |
| Саванг (a)                            | 189,38      | 13 679       | 16 000       | 16 141      | Саванг         | 15            | 23753         |
| Меукек                                | 465,06      | 18 261       | 21 000       | 21 149      | Меукек         | 23            | 23754         |
| Лабуанхаджі                           | 54.83       | 11 823       | 13 400       | 13 495      | Лабуханхаджі   | 16            | 23761         |
| Східний Лабуанхаджі (East Labuanhaji) | 95,50       | 9137         | 10 000       | 10 081      | Peulumat       | 12            | 23758         |
| Вест Лабуанхаджі (West Labuanhaji)    | 76,56       | 15 495       | 17 700       | 17 872      | Бланг Кеджерен | 15            | 23757         |
| Усього за регентство                  | 4173,82     | 202 251      | 232 414      | 234 630     | Тапактуан      | 260           |               |